# Konrad Krzyżanowski
Konrad Krzyżanowski (Kremenchuk, 15 de febrero de 1872 — Varsovia, 25 de mayo de 1922) fue un pintor expresionista polaco.

## Biografía
Comenzó sus estudios en Kiev en la escuela de pintura de Nikolái Muraschko y continuó en la Academia Imperial de las Artes de San Petersburgo, con entre otros Arjip Kuindzhi. En 1897 fue a Múnich para estudiar en la escuela de pintura de Simon Hollósy.
En 1900 llegó a Varsovia,donde fundó una escuela privada de pintura junto con Kazimierz Stabrowski. De 1904 a 1909 enseñó en la Academia de Bellas Artes de Varsovia y en 1906 se casó con la artista Michalina Piotruszewska y pasaron cuatro años en París y Londres.
Al estallar la Primera Guerra Mundial, pasó tres años en Podolia y con familiares en Volhynia. De 1917 a 1918 enseñó en la Escuela Polaca de Bellas Artes de Kiev.
Al acabar la guerra regresó a Varsovia, donde reactivó su escuela de pintura. Uno de sus estudiantes fue Edward Kokoszko.

## Galería

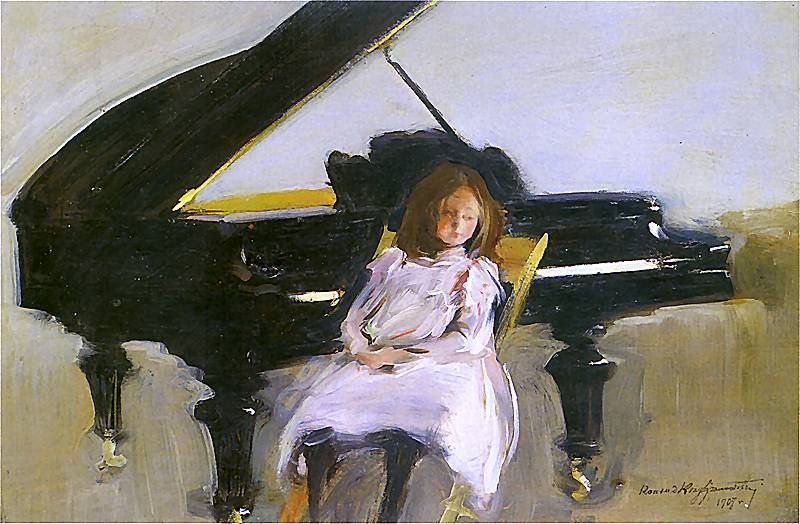
Niña en el piano, 1907
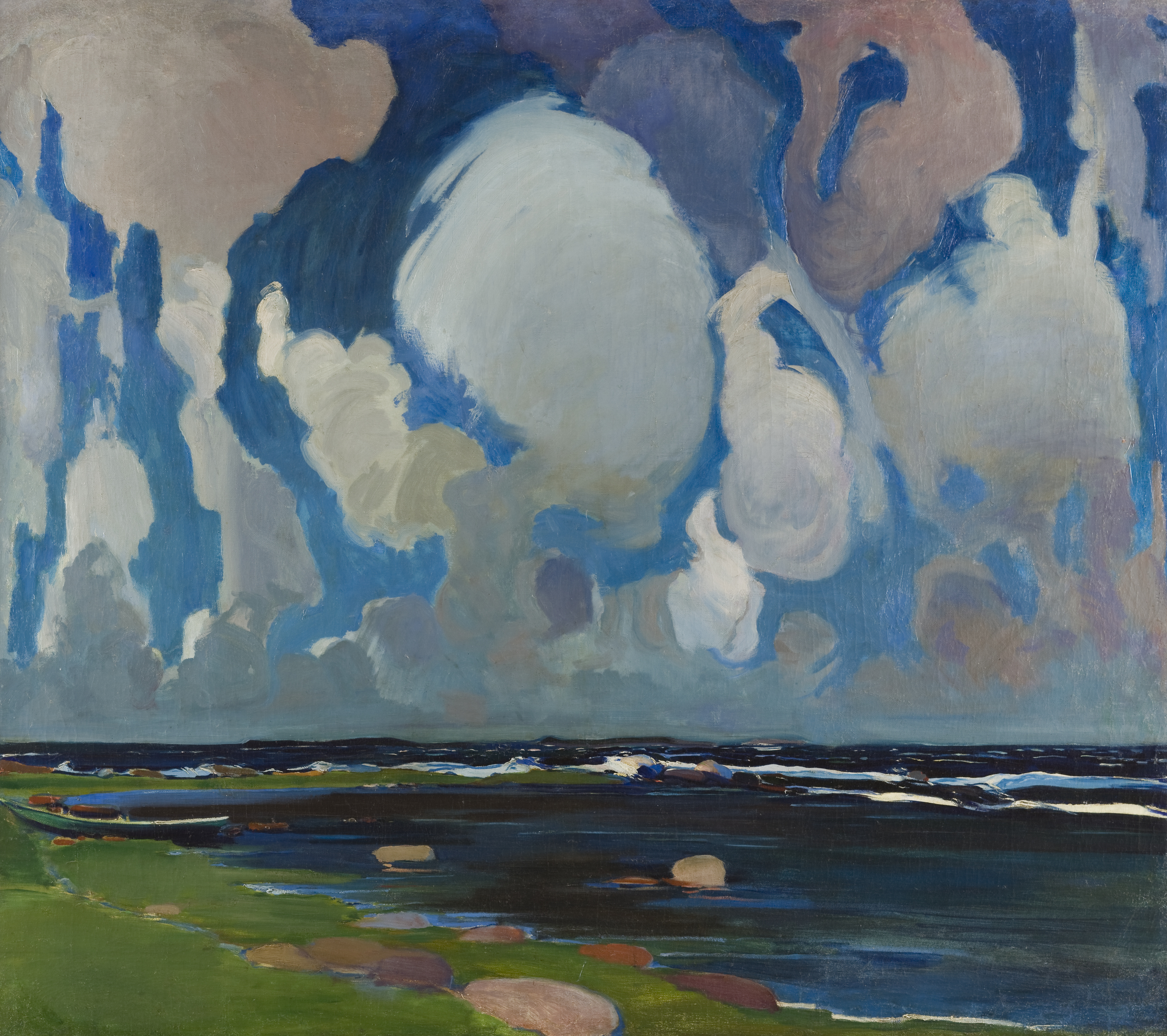
Nubes en Finlandia, 1908
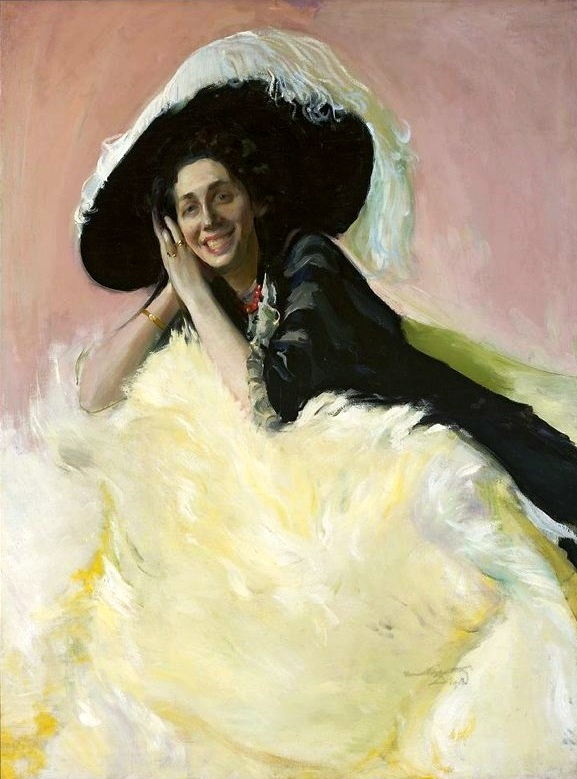
Janina Wilczyńska, 1912, Museo Nacional de Varsovia
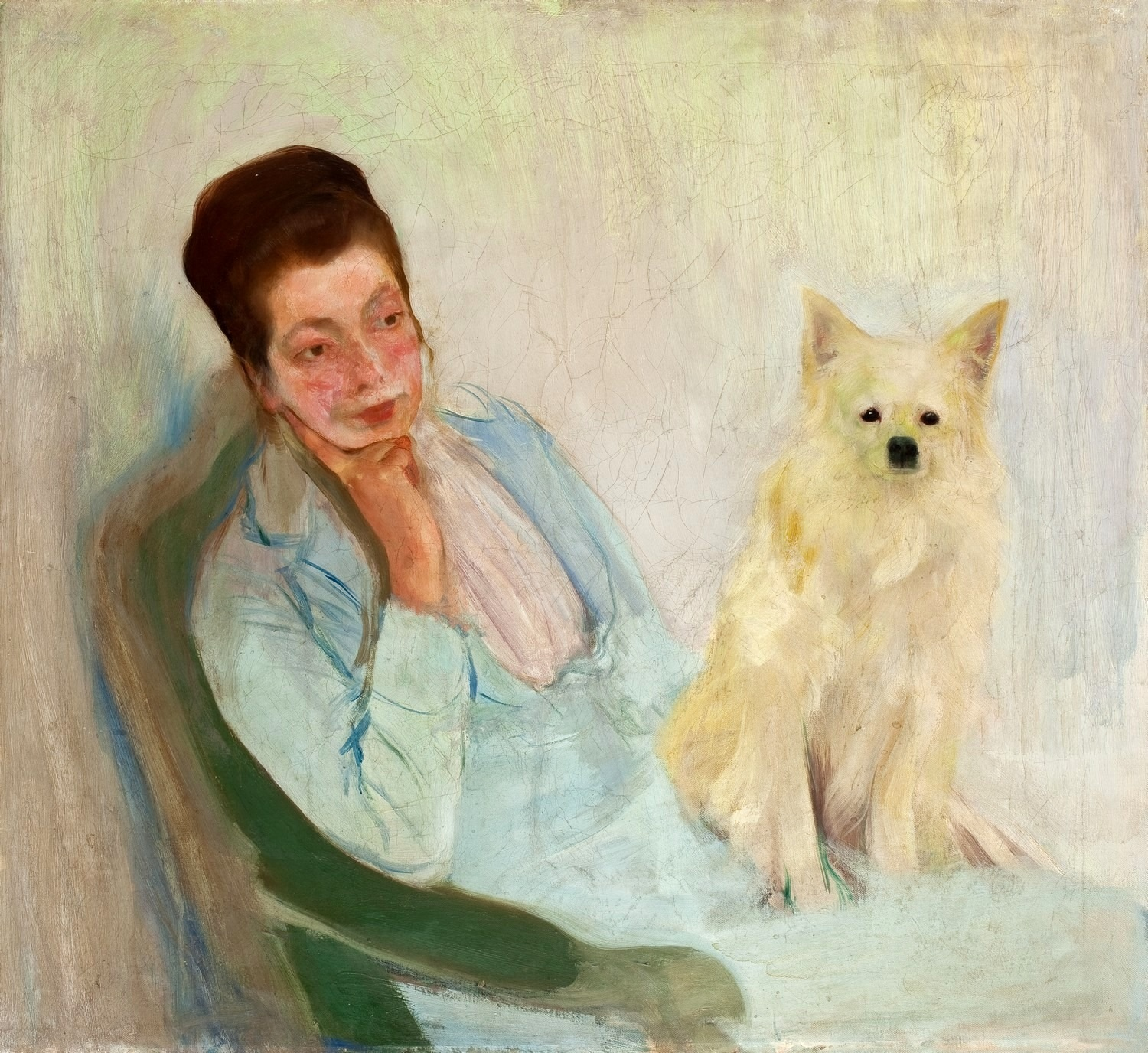
Michalina con perro, Museo Nacional de Varsovia